# Censo da Índia de 2011

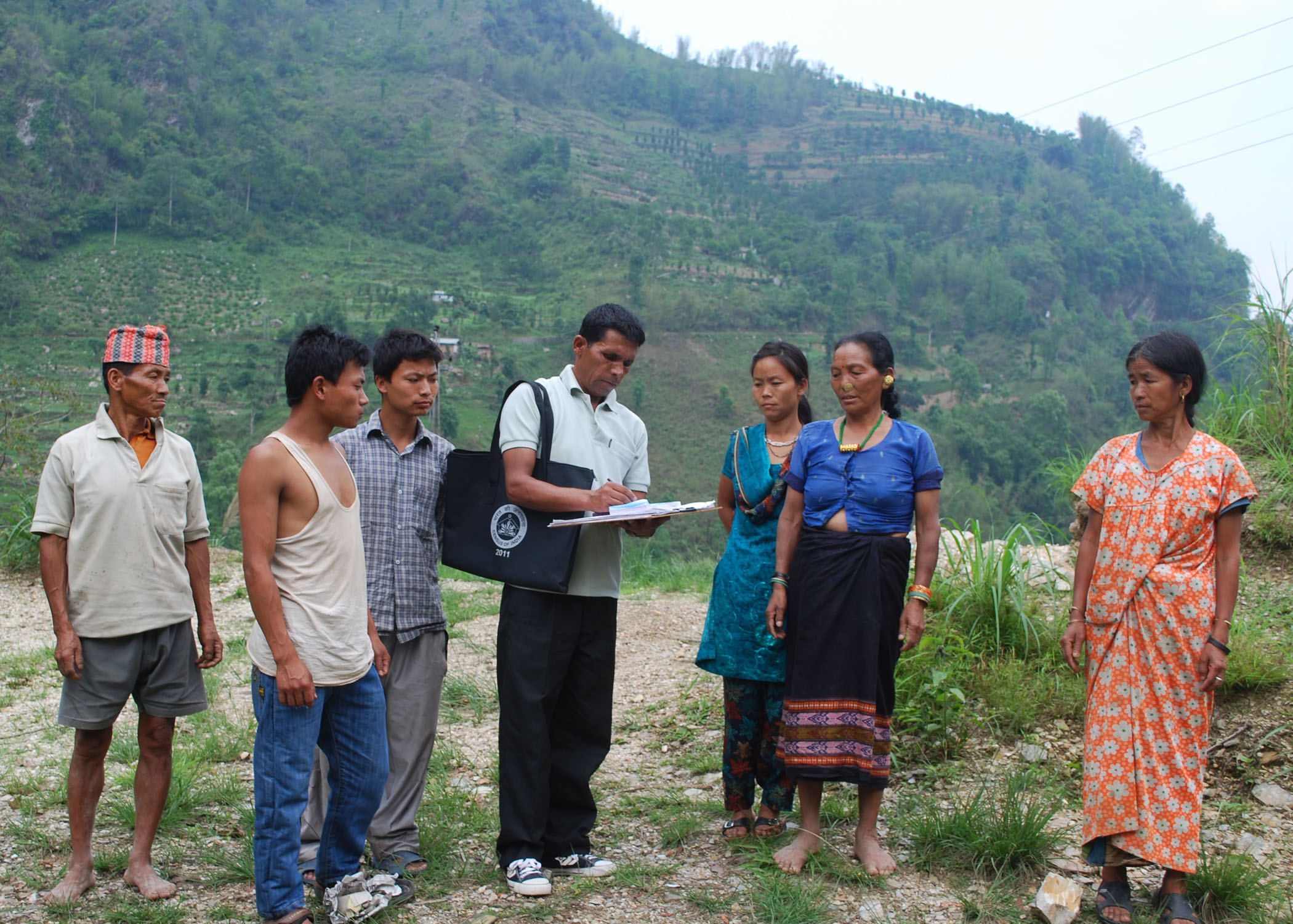
Trabalho em andamento, West Sikkim

O 15º Censo Indiano foi realizado em duas fases, listagem de casas e enumeração da população. A fase de listagem das casas começou em 1 de abril de 2010 e envolveu a coleta de informações sobre todos os edifícios. As informações para o Registro Nacional de População (NPR) também foram coletadas na primeira fase, que será usada para emitir um número de identificação exclusivo de 12 dígitos para todos os residentes indianos registrados pela Autoridade de Identificação Única da Índia (UIDAI). A segunda fase de enumeração da população foi realizada entre 9 e 28 de fevereiro de 2011. O censo é realizado na Índia desde 1872 e 2011 marca a primeira vez que informações biométricas foram coletadas. Segundo os relatórios provisórios divulgados em 31 de março de 2011, a população indiana aumentou para 1,21 bilhão, com um crescimento decadal de 17,70%. A taxa de alfabetização de adultos aumentou para 74,04%, com um crescimento decadal de 9,21%. O lema do censo era 'Nosso Censo, Nosso Futuro'.
Espalhados por 29 estados e 7 territórios da união, o censo abrangeu 640 distritos, 5.924 sub-distritos, 7.935 cidades e mais de 600.000 aldeias. Um total de 2,7 milhões de funcionários visitou famílias em 7.935 cidades e 600.000 aldeias, classificando a população de acordo com gênero, religião, educação e ocupação. O custo do exercício foi de aproximadamente ₹2,200 crore (US$ 320 milhões) - chega a menos de US$ 0,50 por pessoa, bem abaixo da média mundial estimada de US$ 4,60 por pessoa. Realizado a cada 10 anos, esse censo enfrentava grandes desafios, considerando a vasta área da Índia, a diversidade de culturas e a oposição da mão de obra envolvida.
As informações sobre castas foram incluídas no censo após demandas de vários líderes da coalizão, incluindo Lalu Prasad Yadav, Sharad Yadav e Mulayam Singh Yadav, apoiados pelos partidos da oposição Bharatiya Janata, Akali Dal, Shiv Sena e Anna Dravida Munnetra Kazhagam. As informações sobre castas foram coletadas pela última vez durante o Raj britânico em 1931. Durante o censo, as pessoas muitas vezes exageravam seu status de casta para obter status social e espera-se que as pessoas o rebaixem agora na expectativa de obter benefícios do governo. Havia especulações de que haveria um censo baseado em castas realizado em 2011, pela primeira vez em 80 anos (a última foi em 1931), para encontrar a população exata das "Outras Classes Retrógradas" (OBCs) na Índia. Isso foi aceito posteriormente e o Censo Socioeconômico e de Casta de 2011 foi realizado, cujas primeiras descobertas foram reveladas em 3 de julho de 2015 pelo Ministro das Finanças da União, Arun Jaitley. O relatório da Comissão Mandal de 1980 citou a população de OBC em 52%, embora a pesquisa da National Sample Survey Organization (NSSO) de 2006 tenha citado a população de OBC em 41%
Existe apenas uma instância de contagem de castas na Índia pós-independência. Foi conduzido em Kerala em 1968 pelo governo comunista sob o E M S Namboodiripad para avaliar o atraso social e econômico de várias castas inferiores. O censo foi denominado Pesquisa Socioeconômica de 1968 e os resultados foram publicados no Gazetteer of Kerala, 1971.

## Censo
C M Chandramauli foi o secretário geral e comissário de censo da Índia para o censo indiano de 2011. Os dados do censo foram coletados em 16 idiomas e o manual de treinamento foi preparado em 18 idiomas. Em 2011, Índia e Bangladesh também realizaram seu primeiro censo conjunto de áreas ao longo de sua fronteira. O censo foi realizado em duas fases. A primeira, a fase de listagem de casas, começou em 1 de abril de 2010 e envolveu a coleta de dados sobre todos os prédios e casas do censo. As informações do Registro Nacional da População também foram coletadas na primeira fase. A segunda, a fase de enumeração da população, foi realizada de 9 a 28 de fevereiro de 2011 em todo o país. A erradicação de epidemias, a disponibilidade de medicamentos mais eficazes para o tratamento de vários tipos de doenças e a melhoria do padrão de vida foram as principais razões para o alto crescimento decadal da população na Índia.

## Em formação

### Listagens de casas
O cronograma de listagem da casa continha 35 perguntas.
| Número do edifício Número da casa do censo Material predominante do piso, parede e teto da casa do censo Verifique o uso da casa real Condição da casa do censo Número da residência Número total de pessoas na família Nome do chefe da família Sexo da cabeça Status de castas (SC ou ST ou outros) | Status de propriedade da casa Número de habitações Número de casais da família Principal fonte de água potável Disponibilidade de fonte de água potável Principal fonte de iluminação Latrina dentro das instalações Tipo de instalação de latrina Conexão de saída de águas residuais Instalações balneares nas instalações | Disponibilidade de cozinha Óleo usado para cozinhar Rádio/Transistor Televisão Computador/Laptop Telefone/Celular Bicicleta Scooter/Moto/Ciclomotor Carro/Jipe/Van Serviços bancários disponíveis. |

### Enumeração da população
O cronograma de enumeração da população continha 30 perguntas.
| Nome da pessoa Relação com a cabeça Sexo Data de nascimento e idade Estado civil atual Idade no casamento Religião Casta agendada/ tribo agendada Incapacidade Língua nativa | Outras línguas conhecidas Status de alfabetização Status do atendimento (Educação) Nível educacional mais alto atingido Trabalhando a qualquer momento no ano passado Categoria de atividade econômica Ocupação Natureza da indústria Comércio ou serviço Classe de trabalhador Atividade não econômica | Procurando ou disponível para trabalhar Viajar para o local de trabalho Local de nascimento Local da última residência Motivo da migração Duração da estadia no local de migração Crianças sobreviventes Crianças já nascidas Número de filhos nascidos vivos durante o último ano |

### Registro Nacional da População
O cronograma doméstico do Registro Nacional da População continha 9 perguntas.
| Nome da pessoa e status de residente Nome da pessoa que deve aparecer no registro da população Relação com a cabeça gênero Data de nascimento Estado civil Qualificação educacional Ocupação/Atividade Nome do pai, mãe e cônjuge |

Depois que as informações foram coletadas e digitalizadas, as impressões digitais foram tiradas e as fotos foram coletadas. A Autoridade Única de Identificação da Índia deveria emitir um número de identificação de 12 dígitos para todos os indivíduos e o primeiro ID seria emitido em 2011.

## Relatório do Censo

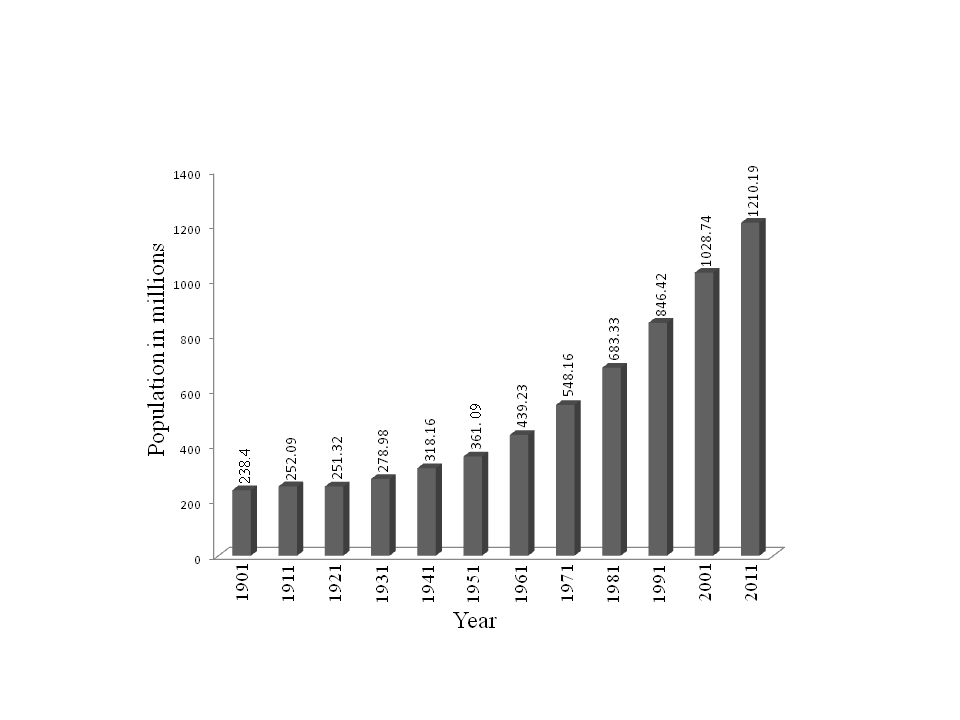
Crescimento decadal da população indiana (1901–2011).

Os dados provisórios do censo foram divulgados em 31 de março de 2011 (e atualizados em 20 de maio de 2013). A população de transgêneros foi contada no censo da população da Índia pela primeira vez em 2011. A proporção geral de sexo da população é de 940 mulheres para cada 1.000 homens em 2011. A contagem oficial do terceiro gênero na Índia é 490.000
| População                                    | Total           | 1.210.854.977 |
| População                                    | Machos          | 623.724.568   |
| População                                    | Fêmeas          | 586.469.294   |
| Alfabetização                                | Total           | 74%           |
| Alfabetização                                | Machos          | 82,10%        |
| Alfabetização                                | Fêmeas          | 65,46%        |
| Densidade da população                       | por km 2        | 382           |
| Relação sexual                               | por 1000 homens | 940 mulheres  |
| Proporção sexual infantil (0-6 faixa etária) | por 1000 homens | 914 mulheres  |

## População
A população da Índia, de acordo com o censo de 2011, era de 1.210.193.422. A Índia adicionou 181,5 milhões à sua população desde 2001. A Índia, com 2,4% da superfície mundial, responde por 17,5% da sua população. Uttar Pradesh é o estado mais populoso com cerca de 200 milhões de pessoas. Mais da metade da população residia nos seis estados mais populosos de Uttar Pradesh, Maharashtra, Bihar, Bengala Ocidental, Andhra Pradesh e Madhya Pradesh.[carece de fontes?] Dos 1,21 bilhão de indianos, 833 milhões (68,84%) vivem em áreas rurais enquanto 377 milhões permanecem em áreas urbanas. 453,6 milhões de pessoas na Índia são migrantes, o que representa 37,8% da população total.
A Índia é a pátria dos principais sistemas de crenças como hinduísmo, budismo, sikhismo e jainismo, além de abrigar várias crenças indígenas e religiões tribais que sobreviveram à influência das principais religiões por séculos.
Desde a sua criação, o Censo da Índia coleta e publica informações sobre as afiliações religiosas, expressas pelo povo da Índia. De fato, o censo populacional tem a rara distinção de ser o único instrumento que coleta essa característica diversa e importante da população indiana.
| Rank  | Estados / Territórios Unidos (UT) | Capitais                       | Tipo   | População     | % da população total | Homens      | Mulheres    | Proporção Sexual | Taxa de alfabetização (%) | População Rural | População Urbana | Area (km²) | Density (1/km²) | Decadal Growth%(2001–11) |
| ----- | --------------------------------- | ------------------------------ | ------ | ------------- | -------------------- | ----------- | ----------- | ---------------- | ------------------------- | --------------- | ---------------- | ---------- | --------------- | ------------------------ |
| 1     | Uttar Pradesh                     | Lucknow                        | Estado | 199,812,341   | 16.50                | 104,480,510 | 95,331,831  | 912              | 67.68                     | 155,111,022     | 44,470,455       | 240,928    | 828             | 20.1%                    |
| 2     | Maharashtra                       | Mumbai                         | Estado | 112,374,333   | 9.28                 | 58,243,056  | 54,131,277  | 929              | 82.34                     | 61,545,441      | 50,827,531       | 307,713    | 365             | 16.0%                    |
| 3     | Bihar                             | Patna                          | Estado | 104,099,452   | 8.60                 | 54,278,157  | 49,821,295  | 918              | 61.80                     | 92,075,028      | 11,729,609       | 94,163     | 1,102           | 25.1%                    |
| 4     | West Bengal                       | Kolkata                        | Estado | 91,276,115    | 7.54                 | 46,809,027  | 44,467,088  | 950              | 76.26                     | 62,213,676      | 29,134,060       | 88,752     | 1,030           | 13.9%                    |
| 5     | Andhra Pradesh                    | Hyderabad                      | Estado | 84,580,777    | 6.99                 | 42,442,146  | 42,138,631  | 993              | 67.02                     | 56,361,702      | 28,219,075       | 275,045    | 308             | 10.98%                   |
| 6     | Madhya Pradesh                    | Bhopal                         | Estado | 72,626,809    | 6.00                 | 37,612,306  | 35,014,503  | 931              | 69.32                     | 52,537,899      | 20,059,666       | 308,245    | 236             | 20.3%                    |
| 7     | Tamil Nadu                        | Chennai                        | Estado | 72,147,030    | 5.96                 | 36,137,975  | 36,009,055  | 996              | 80.09                     | 37,189,229      | 34,949,729       | 130,058    | 555             | 15.6%                    |
| 8     | Rajasthan                         | Jaipur                         | Estado | 68,548,437    | 5.66                 | 35,550,997  | 32,997,440  | 928              | 66.11                     | 51,540,236      | 17,080,776       | 342,239    | 201             | 21.4%                    |
| 9     | Karnataka                         | Bengaluru                      | Estado | 61,095,297    | 5.05                 | 30,966,657  | 30,128,640  | 973              | 75.36                     | 37,552,529      | 23,578,175       | 191,791    | 319             | 15.7%                    |
| 10    | Gujarat                           | Gandhinagar                    | Estado | 60,439,692    | 4.99                 | 31,491,260  | 28,948,432  | 919              | 78.03                     | 34,670,817      | 25,712,811       | 196,024    | 308             | 19.2%                    |
| 11    | Odisha                            | Bhubaneshwar                   | Estado | 41,974,218    | 3.47                 | 21,212,136  | 20,762,082  | 979              | 72.87                     | 34,951,234      | 6,996,124        | 155,707    | 269             | 14.0%                    |
| 12    | Kerala                            | Thiruvananthapuram             | Estado | 33,406,061    | 2.76                 | 16,027,412  | 17,378,649  | 1,084            | 94.00                     | 17,445,506      | 15,932,171       | 38,863     | 859             | 4.9%                     |
| 13    | Jharkhand                         | Ranchi                         | Estado | 32,988,134    | 2.72                 | 16,930,315  | 16,057,819  | 948              | 66.41                     | 25,036,946      | 7,929,292        | 79,714     | 414             | 22.3%                    |
| 14    | Assam                             | Dispur                         | Estado | 31,205,576    | 2.58                 | 15,939,443  | 15,266,133  | 958              | 72.19                     | 26,780,526      | 4,388,756        | 78,438     | 397             | 16.9%                    |
| 15    | Punjab                            | Chandigarh                     | Estado | 27,743,338    | 2.29                 | 14,639,465  | 13,103,873  | 895              | 75.84                     | 17,316,800      | 10,387,436       | 50,362     | 550             | 13.7%                    |
| 16    | Chhattisgarh                      | Raipur                         | Estado | 25,545,198    | 2.11                 | 12,832,895  | 12,712,303  | 991              | 70.28                     | 19,603,658      | 5,936,538        | 135,191    | 189             | 22.6%                    |
| 17    | Haryana                           | Chandigarh                     | Estado | 25,351,462    | 2.09                 | 13,494,734  | 11,856,728  | 879              | 75.55                     | 16,531,493      | 8,821,588        | 44,212     | 573             | 19.9%                    |
| 18    | Delhi                             | Delhi                          | UT     | 16,787,941    | 1.39                 | 8,887,326   | 7,800,615   | 868              | 86.21                     | 944,727         | 12,905,780       | 1,484      | 11,297          | 21%                      |
| 19    | Jammu and Kashmir                 | Jammu(winter) Srinagar(summer) | Estado | 12,541,302    | 1.04                 | 6,640,662   | 5,900,640   | 889              | 67.16                     | 9,134,820       | 3,414,106        | 222,236    | 56              | 23.7%                    |
| 20    | Uttarakhand                       | Dehradun                       | Estado | 10,086,292    | 0.83                 | 5,137,773   | 4,948,519   | 963              | 79.63                     | 7,025,583       | 3,091,169        | 53,483     | 189             | 19.2%                    |
| 21    | Himachal Pradesh                  | Shimla                         | Estado | 6,864,602     | 0.57                 | 3,481,873   | 3,382,729   | 972              | 82.80                     | 6,167,805       | 688,704          | 55,673     | 123             | 12.8%                    |
| 22    | Tripura                           | Agartala                       | Estado | 3,673,917     | 0.30                 | 1,874,376   | 1,799,541   | 960              | 87.22                     | 2,710,051       | 960,981          | 10,486     | 350             | 14.7%                    |
| 23    | Meghalaya                         | Shillong                       | Estado | 2,966,889     | 0.25                 | 1,491,832   | 1,475,057   | 989              | 74.43                     | 2,368,971       | 595,036          | 22,429     | 132             | 27.8%                    |
| 24    | Manipur                           | Imphal                         | Estado | 2,721,756     | 0.21                 | 1,290,171   | 1,280,219   | 992              | 79.21                     | 1,899,624       | 822,132          | 22,327     | 122             | 18.7%                    |
| 25    | Nagaland                          | Kohima                         | Estado | 1,978,502     | 0.16                 | 1,024,649   | 953,853     | 931              | 79.55                     | 1,406,861       | 573,741          | 16,579     | 119             | –0.5%                    |
| 26    | Goa                               | Panaji                         | Estado | 1,458,545     | 0.12                 | 739,140     | 719,405     | 973              | 88.70                     | 551,414         | 906,309          | 3,702      | 394             | 8.2%                     |
| 27    | Arunachal Pradesh                 | Itanagar                       | Estado | 1,383,727     | 0.11                 | 713,912     | 669,815     | 938              | 65.38                     | 1,069,165       | 313,446          | 83,743     | 17              | 25.9%                    |
| 28    | Puducherry                        | Pondicherry                    | UT     | 1,247,953     | 0.10                 | 612,511     | 635,442     | 1,037            | 85.85                     | 394,341         | 850,123          | 479        | 2,598           | 27.7%                    |
| 29    | Mizoram                           | Aizawl                         | Estado | 1,097,206     | 0.09                 | 555,339     | 541,867     | 976              | 91.33                     | 529,037         | 561,997          | 21,081     | 52              | 22.8%                    |
| 30    | Chandigarh                        | Chandigarh                     | UT     | 1,055,450     | 0.09                 | 580,663     | 474,787     | 818              | 86.05                     | 29,004          | 1,025,682        | 114        | 9,252           | 17.1%                    |
| 31    | Sikkim                            | Gangtok                        | Estado | 610,577       | 0.05                 | 323,070     | 287,507     | 890              | 81.42                     | 455,962         | 151,726          | 7,096      | 86              | 12.4%                    |
| 32    | Andaman and Nicobar Islands       | Port Blair                     | UT     | 380,581       | 0.03                 | 202,871     | 177,710     | 876              | 86.63                     | 244,411         | 135,533          | 8,249      | 46              | 6.7%                     |
| 33    | Dadra and Nagar Haveli            | Silvassa                       | UT     | 343,709       | 0.03                 | 193,760     | 149,949     | 774              | 76.24                     | 183,024         | 159,829          | 491        | 698             | 55.5%                    |
| 34    | Daman and Diu                     | Daman                          | UT     | 243,247       | 0.02                 | 150,301     | 92,946      | 618              | 87.10                     | 60,331          | 182,580          | 112        | 2,169           | 53.5%                    |
| 35    | Lakshadweep                       | Kavaratti                      | UT     | 64,473        | 0.01                 | 33,123      | 31,350      | 946              | 91.85                     | 14,121          | 50,308           | 32         | 2,013           | 6.2%                     |
| Índia | Índia                             |                                | 35     | 1,210,854,977 | 100                  | 623,724,248 | 586,469,174 | 943              | 74.04                     | 833,087,662     | 377,105,760      | 3,287,240  | 382             | 17.64%                   |

## Dados demográficos religiosos
Os dados religiosos do Censo da Índia em 2011 foram divulgados pelo Governo da Índia em 25 de agosto de 2015. Os hindus são 79,8% (966,3 milhões), enquanto os muçulmanos são 14,23% (172,2 milhões) na Índia. e os cristãos são 2,30% (28,7 milhões). De acordo com o Censo da Índia em 2011, existem 57.264 Parsis na Índia. Pela primeira vez, uma categoria "Sem religião" foi adicionada no censo de 2011. 2,87 milhões foram classificados como pessoas pertencentes a "No Religion" na Índia no censo de 2011 0,24% da população indiana de 1,21 bilhão. Dada a seguir, é a composição religiosa década a década da Índia até o censo de 2011. Existem seis religiões na Índia que receberam o status de "Minoria Nacional" - muçulmanos, cristãos, sikhs, jainistas, budistas e parsis. Sunitas, xiitas, Bohras, Agakhanis e Ahmadiyyas foram identificados como seitas do Islã na Índia. De acordo com o censo de 2011, seis religiões principais - hindus, muçulmanos, cristãos, siques, budistas e jainistas representam mais de 99,4% da população de 1,21 bilhão da Índia, enquanto a contagem de "outras religiões, persuasões" (ORP) é de 8,2 milhões. Entre as religiões da ORP, predominam as seis religiões - Sarnaismo de 4,957 milhões de pessoas, Gond de 1,026 milhão de habitantes, Sari, Donyi-Polo (302.000) em Arunachal Pradesh, 506.000 em Arunachal Pradesh, sanamahismo (222.000) em Manipur, Khasi (138.000) em Meghalaya. Maharashtra está tendo o maior número de ateus no país, com 9.652 pessoas, seguido por Kerala.
Tendências populacionais para os principais grupos religiosos da Índia (1951–2011)
| Religioso <br> grupo | População % 1951 | População % 1961 | População % 1971 | População % 1981 | População % 1991 | População % 2001 | População % 2011 |
| -------------------- | ---------------- | ---------------- | ---------------- | ---------------- | ---------------- | ---------------- | ---------------- |
| Hinduísmo            | 84,1%            | 83,45%           | 82,73%           | 82,30%           | 81,53%           | 80,46%           | 79,80%           |
| islamismo            | 9,8%             | 10,69%           | 11,21%           | 11,75%           | 12,61%           | 13,43%           | 14,23%           |
| cristandade          | 2,3%             | 2,44%            | 2,60%            | 2,44%            | 2,32%            | 2,34%            | 2,30%            |
| Sikhism              | 1,79%            | 1,79%            | 1,89%            | 1,92%            | 1,94%            | 1,87%            | 1,72%            |
| budismo              | 0,74%            | 0,74%            | 0,70%            | 0,70%            | 0,77%            | 0,77%            | 0,70%            |
| Jainismo             | 0,46%            | 0,46%            | 0,48%            | 0,47%            | 0,40%            | 0,41%            | 0,37%            |
| Zoroastrismo         | 0,13%            | 0,09%            | 0,09%            | 0,09%            | 0,08%            | 0,06%            | n/D              |
| Adivasi              | 0,8%             | 0,8%             | 0,41%            | 0,42%            | 0,44%            | 0,8%             | 0,9%             |

## Dados demográficos do idioma
O hindi é a língua mais falada nas partes norte e oeste da Índia. O censo indiano adota a definição mais ampla possível de "hindi" como uma ampla variedade de "idiomas hindus". Segundo o censo de 2011, 57,1% da população indiana conhece o hindi, 43 no qual 43,63% dos indianos declararam o hindi como língua nativa ou língua materna. Os dados do idioma foram divulgados em 26 de junho de 2018. Bhili / Bhilodi era a língua não programada mais falada, com 10,4 milhões de falantes, seguida por Gondi, com 2,9 milhões de falantes. 96,71% da população da Índia fala um dos 22 idiomas programados como língua materna no censo de 2011.
O relatório do censo de 2011 sobre bilinguismo e trilinguismo, que fornece dados nos dois idiomas em ordem de preferência em que uma pessoa é proficiente além da língua materna, foi lançado em setembro de 2018. O número de falantes bilíngues na Índia é de 31,49 milhões, o que representa 26% da população em 2011. 7% da população indiana é trilíngue. Os falantes de hindi e bengali são os grupos menos multilíngues da Índia.
| Língua    | Falantes do idioma de origem | Falantes do idioma de origem como um percentual da população total | Falantes de uma segunda língua (em crores) | Falantes de uma terceira língua (em crores) | Total de falantes (em milhões) | Total de falantes como porcentagem da população total |
| --------- | ---------------------------- | ------------------------------------------------------------------ | ------------------------------------------ | ------------------------------------------- | ------------------------------ | ----------------------------------------------------- |
| hindi     | 528.347.193                  | 43,63                                                              | 13,9                                       | 2.4                                         | 69,2                           | 57,10                                                 |
| Inglês    | 259.678                      | 0,02                                                               | 8.3.                                       | 4.6                                         | 12,9                           | 10,60                                                 |
| bengali   | 97.237.669                   | 8,30                                                               | 0,9                                        | 0,1                                         | 10,7                           | 8,90                                                  |
| Marathi   | 83.026.680                   | 7.09                                                               | 1.3                                        | 0,3                                         | 9,9                            | 8,20                                                  |
| Telugu    | 81.127.740                   | 6,93                                                               | 1.2                                        | 0,1                                         | 9,5                            | 7,80                                                  |
| Tâmil     | 69.026.881                   | 5,89                                                               | 0,7                                        | 0,1                                         | 7,7                            | 6,30                                                  |
| Gujarati  | 55.492.554                   | 4,74                                                               | 0,4                                        | 0,1                                         | 6.0                            | 5,00                                                  |
| urdu      | 50.772.631                   | 4,34                                                               | 1.1                                        | 0,1                                         | 6.3.                           | 5,20                                                  |
| Kannada   | 43.706.512                   | 3,73                                                               | 1.4                                        | 0,1                                         | 5,9                            | 4,94                                                  |
| Odia      | 37.521.324                   | 3,20                                                               | 0,5                                        | 0,03                                        | 4.3.                           | 3.56                                                  |
| Malaiala  | 34.838.819                   | 2,97                                                               | 0,05                                       | 0,02                                        | 3.3.                           | 3,28                                                  |
| Punjabi   | 33.124.726                   | 2,83                                                               | 0,33                                       | 0,03                                        | 3.7                            | 3.56                                                  |
| sânscrito | 24.821                       | <0,01                                                              | 0,1                                        | 0,4                                         | 0,5                            | 0,49                                                  |

## Alfabetização
Qualquer pessoa acima de 7 anos que saiba ler e escrever em qualquer idioma com capacidade de compreensão foi considerada alfabetizada. Nos censos anteriores a 1991, crianças com menos de 5 anos eram tratadas como analfabetas. A taxa de alfabetização que leva em consideração toda a população é denominada "taxa bruta de alfabetização" e a população a partir dos 7 anos de idade é considerada "taxa efetiva de alfabetização". A taxa efetiva de alfabetização aumentou para um total de 74,04%, com 82,14% dos homens e 65,46% das mulheres sendo alfabetizadas.
| S.No. | Ano do censo | Total (%) | Masculino (%) | Fêmea (%) |
| ----- | ------------ | --------- | ------------- | --------- |
| 1     | 1901         | 5,35      | 9,83          | 0,60      |
| 2     | 1911         | 5,92      | 10,56         | 1.05      |
| 3     | 1921         | 7.16      | 12,21         | 1,81      |
| 4     | 1931         | 9,50      | 15,59         | 2,93      |
| 5     | 1941         | 16.10     | 24,90         | 7,30      |
| 6     | 1951         | 16,67     | 24,95         | 9,45      |
| 7     | 1961         | 24,02     | 34,44         | 12,95     |
| 8     | 1971         | 29,45     | 39,45         | 18,69     |
| 9     | 1981         | 36,23     | 46,89         | 24,82     |
| 10    | 1991         | 42,84     | 52,74         | 32.17     |
| 11    | 2001         | 64,83     | 75,26         | 53,67     |
| 12    | 2011         | 74,04     | 82,14         | 65,46     |

- A tabela lista a "taxa efetiva de alfabetização" na Índia de 1901 a 2011.